# Sinornithosaurus haoiana
Espèce
Sinornithosaurus haoiana est une espèce éteinte de tout petits dinosaures théropodes proche des oiseaux de la famille des Dromaeosauridae et du genre Sinornithosaurus. Son nom signifie « Oiseau-lézard chinois de Hao ». Il a été découvert dans la formation d'Yixian (Crétacé inférieur -Aptien-) de la province chinoise de Liaoning.
Il a vécu il y a 122 millions d'années, soit 3 millions d'années après Sinornithosaurus millenii, une autre espèce du même genre.

## Description

### Crocs à venin
En 2009, une équipe de scientifiques a découvert, en analysant un crâne de Sinornithosaurus haoiana, différents indices tendant à montrer qu'il était venimeux, ce qui en ferait le premier dinosaure venimeux à avoir été découvert. Un de ces indices est qu'il possédait deux dents particulièrement longues, au milieu de la mâchoire, qui devaient être des crocs venimeux. Ils ont également suggéré que ses dents avant, courtes et légèrement dirigées vers l'avant, auraient également pu servir à arracher les plumes des oiseaux qu'il chassait.